# Splachnum heterophyllum
Splachnum heterophyllum là một loài rêu trong họ Splachnaceae. Loài này được Drumm. mô tả khoa học đầu tiên năm 1828.